# Джінейнет-Руслан (нохія)
Джінейнет-Руслан (араб. ناحية جنينة رسلان‎‎) — нохія у Сирії, що входить до складу району Дрейкіш провінції Тартус. Адміністративний центр — м. Джінейнет-Руслан.
| Сирія | Це незавершена стаття з географії Сирії. Ви можете допомогти проєкту, виправивши або дописавши її. |